# Lindsey Stomp
Lindsey Stomp to pierwszy minialbum wydany przez amerykańską skrzypaczkę i artystkę  Lindsey Stirling. EP została oficjalnie wydana 5 listopada 2010 roku, dwa miesiące po udziale Stirling w piątym sezonie America’s Got Talent. EP zawierała trzy utwory („Transcendence”, „Song of the Caged Bird” i „Spontaneous Me”), które później znalazły się na jej debiutanckim albumie studyjnym.

## Lista utworów
| 1       | Transcendence          | 3:46  |
| 2.      | Song of the Caged Bird | 3:06  |
| 3.      | Spontaneous Me         | 3:29  |
| 7.      | Snow Waltz             | 3:07  |
| Długość | Długość                | 10:21 |